# Martín de Padilla
Martín Padilla y Manrique (Calatañazor, 1540 - Puerto de Santa María, 20 de mayo de 1602) fue un noble y marino español al servicio de Felipe II, quien dirigió la invasión española de Inglaterra de 1597. En 1587, gracias a sus muchos y buenos servicios el monarca le nombró conde de Santa Gadea y Adelantado mayor de Castilla. Además, a través de su matrimonio con su sobrina Luisa de Padilla y Manrique, fue también VIII conde de Buendía. 

## Biografía
Perteneciente a una importante familia aristocrática castellana cuyas principales posesiones se encontraban en las actuales provincias de Burgos y Soria como señores de Santa Gadea del Cid, Padilla o Calatañazor, su padre era el adelantado de Castilla Antonio Manrique de Lara, casado con Luisa de Padilla Enríquez. 
Contrajo matrimonio con su sobrina Luisa de Padilla y Manrique, hija de su hermano mayor Juan de Padilla y Manrique, adelantado mayor de Castilla, y María de Acuña, VII condesa de Buendía, reuniendo en su persona ambos títulos. Por sus numerosos servicios militares como marino de Felipe II, éste le otorgó el título condal sobre su villa de Santa Gadea el 29 de enero de 1587. 
Tras regresar a España después del fracaso de una expedición destinada a apoyar la rebelión en Irlanda, falleció  de un ataque de hemiplejia, en el Puerto de Santa María el 20 de mayo de 1602, siendo descrito el suceso por Cabrera de Córdoba: El Adelantado de Castilla ha muerto en el Puerto de Santa María, al cual sobrevino un desmayo sin proceder otra indisposición; mandáronle sangrar los médicos y con la sangría se quedo muerto. Los mayorazgos de Buendía y Santa Gadea son heredados sucesivamente por dos de sus hijos:
- Juan de Padilla Manrique, II conde de Santa Gadea, hasta su muerte sin sucesión en la Jornada de la Mahometa en 1606. De su fallecimiento nos da cuenta el cronista Cabrera de Córdoba (1997, p. 290): "la pérdida del Adelantado con la demás gente se ha sentido mucho; acá quedan los tres hermanos: el mayor es tenido por simple y de poca ó ninguna capacidad para sucederle; el segundo es de la Compañía de Jesús", por lo que "así verná a heredar el estado el tercero, llamado don Eugenio, menino de la Reina, muy cuerdo y de buen entendimiento".
- Marco Antonio de Padilla Manrique, incapacitado, renunció a heredar el mayorazgo, en favor de su hermano Eugenio.
- Martín de Padilla Manrique, jesuita.
- Eugenio de Padilla Manrique, III conde de Santa Gadea, que fallece en Dueñas el 1 de junio de 1622 sin dejar sucesión, mandándose enterrar en el monasterio premostratense de San Miguel en Villamayor de Treviño (Burgos). A su muerte se inicia un pleito de tenuta que se salda a favor de Cristóbal Gómez de Sandoval y Rojas, I duque de Uceda, quien había estado casado desde 1597 con la hermana de éstos, Mariana Manrique de Padilla y Acuña. Contrajó matrimonio con Luisa de Moncada y Aragón, hija de los príncipes de Paternó y duques de Montalto, quien tras enviudar ingresó en el convento carmelita de Palencia con el nombre de Luisa del Santísimo Sacramento, construyendo un pasadizo voladizo que conectaba con su palacio situado junto a dicho convento, donde falleció en 1629.
- Mariana Manrique de Padilla y Acuña, había contraído matrimonio en 1597 con el primogénito del poderoso valido de Felipe III, el duque de Lerma, Cristóbal Gómez de Sandoval y Rojas, I duque de Uceda, falleciendo en 1611. Serán sucedidos por su hijo, Francisco Gómez de Sandoval y Rojas, II duque de Lerma y Uceda.
- Ana María de Padilla Manrique, casada en 1600 con Francisco Fernández de la Cueva, VII duque de Albuquerque y IV marqués de Cuéllar.
- Luisa de Padilla Manrique (1590-1646), casada en 1605 con Antonio Jiménez de Urrea, conde de Aranda.

Fue comendador de Fuentemoral, Lopera y Corral de Caraquel en la orden de Calatrava y comendador de Mayorga y Zalamea en la orden de Alcántara, y grande de España. Asímismo fue consejero de los consejos de Estado y de Guerra.

## Principales hechos de armas
- Pelea contra el renegado genovés Muley Faxad.
- 1567: Cuatralvo de las galeras de Sicilia.
- 1569: Participa destacadamente en la represión de la revuelta de las Alpujarras al mando de tropas de marinería y bajo las órdenes de Juan de Austria.
- 1571: De nuevo a las órdenes de Juan de Austria, toma parte en la batalla de Lepanto como capitán de un galeón donde se destaca capturando cuatro galeras turcas.
- 1585: Felipe II le nombra General de las Galeras Españolas.
- 1587: Es nombrado Conde de Santa Gadea el 24 de julio.
- 1589: Participa en la defensa de Lisboa contra la armada dirigida por Drake, en la que Martín Padilla con sus barcos hunde 4 naves a la armada inglesa.
- 1591: Vence a una escuadra angloholandesa en las costas de Almería.
- 1596: Se hace cargo de la armada del Océano, recibiendo el título de Capitán general del mar Océano. Se le ordena dirigir una acción de castigo contra Inglaterra. Parte de Lisboa la flota compuesta por 175 embarcaciones grandes, entre ellas unos 30 galeones; gran cantidad de ellos se hundieron por causa del mal tiempo cerca de Finisterre.
- 1597: Participa en la victoria contra la Expedición Essex-Raleigh. Organiza una nueva expedición de castigo contra Inglaterra con el objetivo de atacar el puerto galés de Falmouth, pero el mal tiempo le hace imposible alcanzar su objetivo y regresa con algunas pérdidas.
- 1598: Dirige la escuadra española bajo las órdenes de Andrea Doria, príncipe de Melfi, encargada de realizar el viaje de la reina Margarita de Austria desde Génova para contraer matrimonio con Felipe III.
- 1601: Vence en aguas de Almería a una escuadra holandesa apoyada por piratas franceses y un pirata escocés.
- 1601: Ya en el reinado de Felipe III, se le vuelve a encargar que dirija una armada para apoyar la rebelión en Irlanda, pero los temporales le impiden de nuevo llegar a su destino y tiene que regresar a España.